# Triangel-Bodeneule

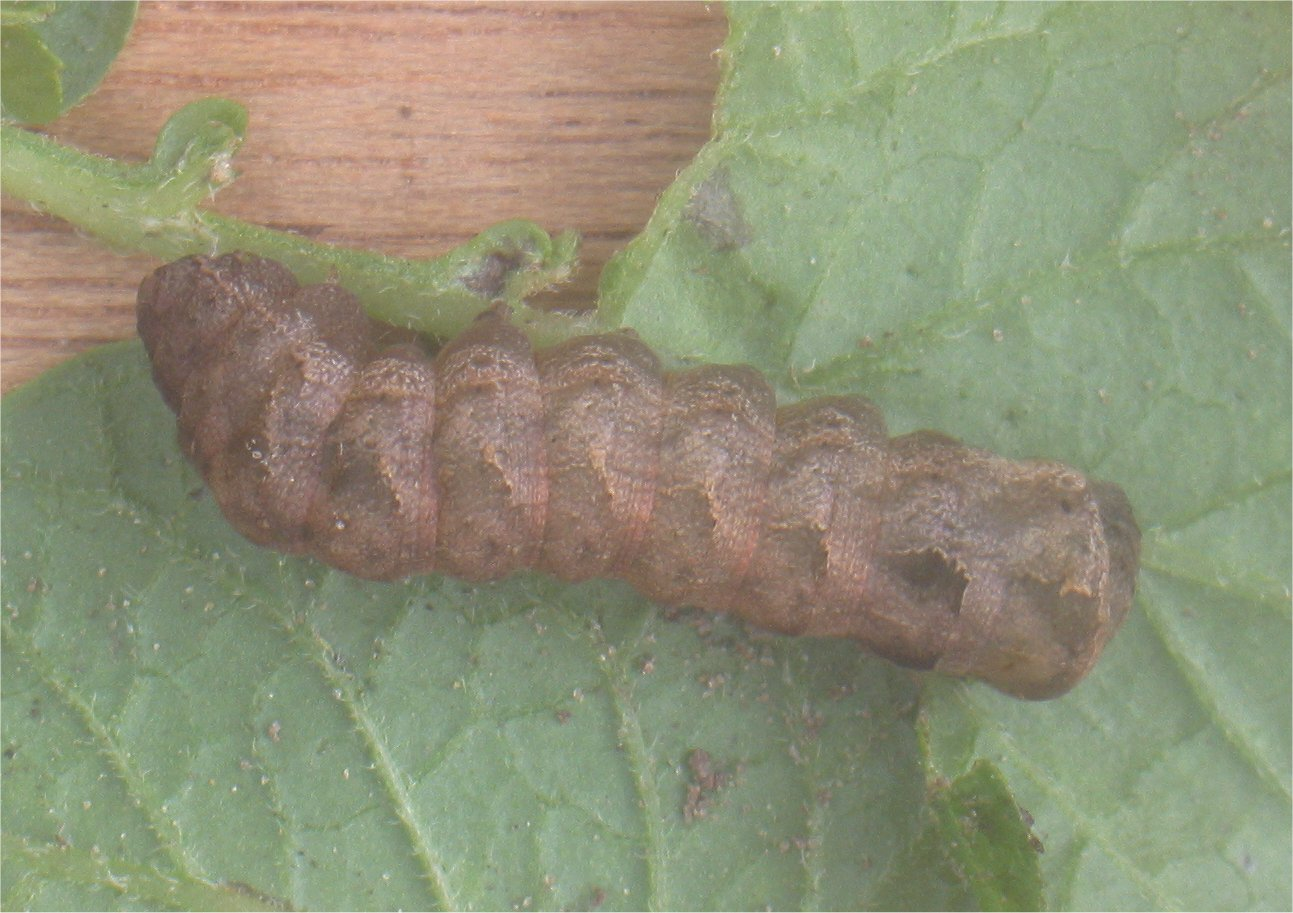
Raupe der Triangel-Bodeneule

Die Triangel-Bodeneule (Xestia triangulum), auch Triangel-Erdeule genannt, ist ein Schmetterling (Nachtfalter) aus der Familie der Eulenfalter (Noctuidae).

## Merkmale

### Falter
Die Falter erreichen eine Flügelspannweite von 36 bis 48 Millimetern. Die Vorderflügel sind vergleichsweise breit und hellbraun, gelbbraun oder ockerbraun gefärbt. Im Wurzelfeld zeigt sich ein kleiner, schwarzer Fleck. Zwischen Ring- und Nierenmakel sowie der inneren Querlinie befinden sich auffällige schwarze Flecke, die zuweilen C-förmig verbunden sind. Die äußere Querlinie ist dünn und doppelt ausgebildet. Am Costalrand vor der Wellenlinie ist ein schwarzer Fleck zu erkennen. Die Hinterflügel sind zeichnungslos braungrau.

### Ei, Raupe, Puppe
Das Ei ist halbkugelig, gerippt und grünlich gefärbt. Erwachsene Raupen haben eine graubraune Grundfarbe, eine helle, dünne Rückenlinie und eine bräunliche Marmorierung. Auf den hintersten Segmenten sind einige größere dunkle Flecke zu erkennen. Die Puppe ist durch eine rotbraune Farbe sowie zwei lange, gerade Dornen am Kremaster charakterisiert.

### Ähnliche Arten
Eine große Ähnlichkeit besteht zur Trapez-Bodeneule (Xestia ditrapezium) sowie abgeschwächt auch zur ostasiatischen Art Xestia kollari. Diese beiden Arten unterscheiden sich jedoch sowohl durch eine schmalere Flügelform als auch durch dunkelbraune oder violettbraune Tönungen der Vorderflügelgrundfarbe.

## Verbreitung und Vorkommen
Die Art kommt in nahezu ganz Europa, mit Ausnahme Portugals, der Mittelmeerinseln und dem nördlichsten Teil Fennoskandinaviens vor. Im Osten reicht die Verbreitung bis Sibirien, im Südosten bis zum Schwarzen Meer und in den Iran.  In den Alpen steigt sie bis auf eine Höhe von etwa 2000 Metern. Die Triangel-Bodeneule bewohnt vorzugsweise Waldränder, mit Gebüsch bewachsene Hänge, Heidegebiete sowie Gärten und Parklandschaften.

## Lebensweise
Die nachtaktiven Falter fliegen hauptsächlich von Mai bis August in einer Generation im Jahr. Sie besuchen künstliche Lichtquellen sowie Köder, gelegentlich auch die Blüten des Schmetterlingsflieders (Buddleja davidii) oder des Gelben Enzians (Gentiana lutea). Die Raupen sind ab September zu finden. Sie ernähren sich von verschiedenen niedrigen Pflanzen, dazu gehören:
- Pfeifengras- (Molinia),
- Brennnessel- (Urtica),
- Himbeer- (Rubus) und
- Sternmierenarten (Stellaria).

Sie überwintern und verpuppen sich im Mai des folgenden Jahres in einer Erdhöhle.

## Gefährdung
Die Triangel-Bodeneule kommt in Deutschland in allen Bundesländern meist zahlreich vor und wird auf der Roten Liste gefährdeter Arten als nicht gefährdet geführt.